# Hauran

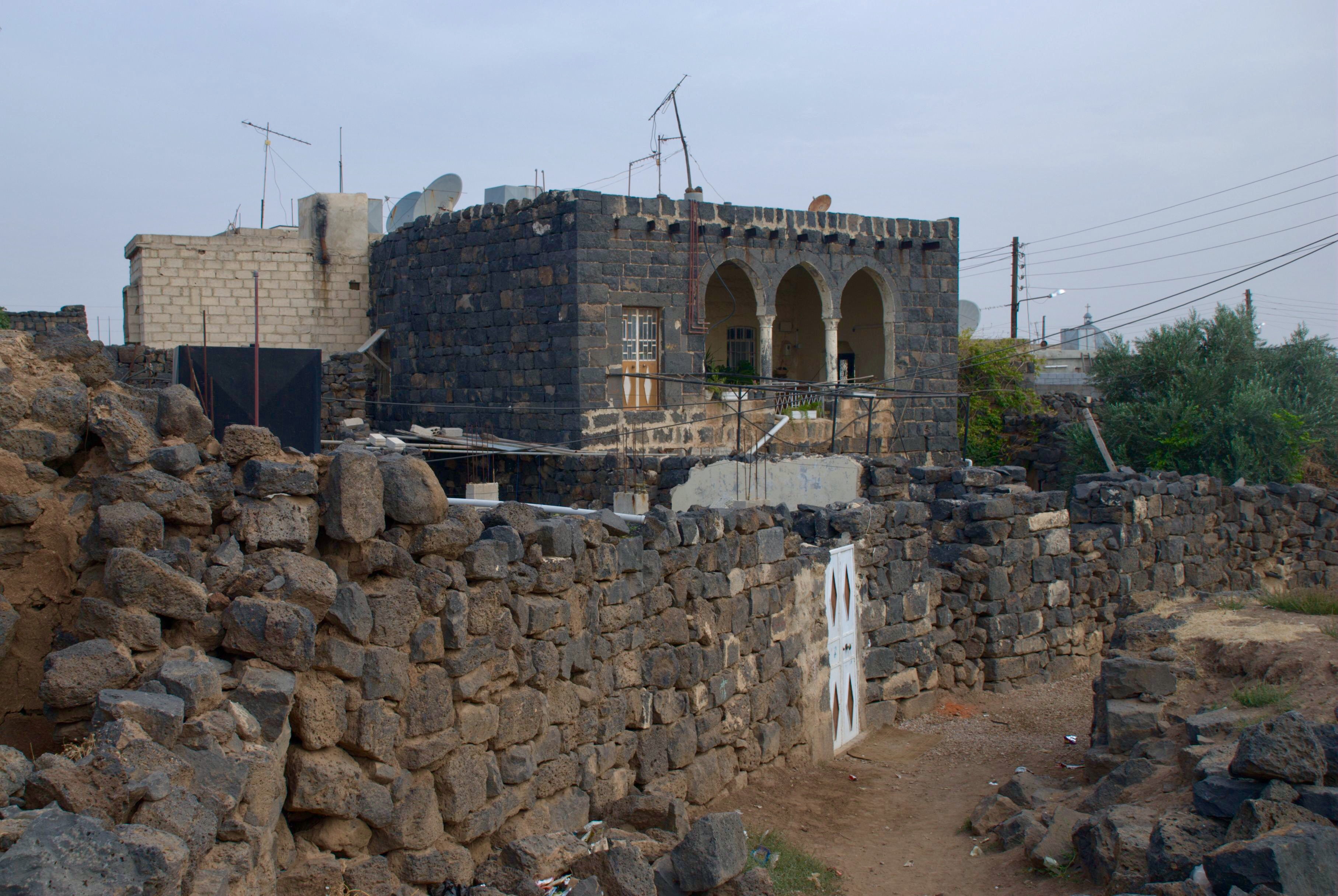
Bauweise des Hauran, die in entlegenen Dörfern vorherrschend ist, in Städten aber zurückgedrängt wird. Izra'

Hauran, arabisch حوران, DMG Ḥaurān, ist eine durch vulkanische Tätigkeit geprägte Landschaft im Südwesten von Syrien, die sich nach Süden bis über die jordanische Grenze erstreckt. Charakteristisch sind Hügel mit Geröllfeldern aus schwarzen Basaltbrocken, vereinzelte Vulkankuppen und in der zentralen Ebene ausgedehnte Weizenfelder, die auf fruchtbaren, rötlichen Verwitterungsböden gedeihen. In der griechischen und römischen Antike war Auranitis ein Teil des heutigen Gebietes. Vor allem in der Spätantike blühte der Hauran und war eine dicht besiedelte, ökonomisch bedeutende Region.

## Lage

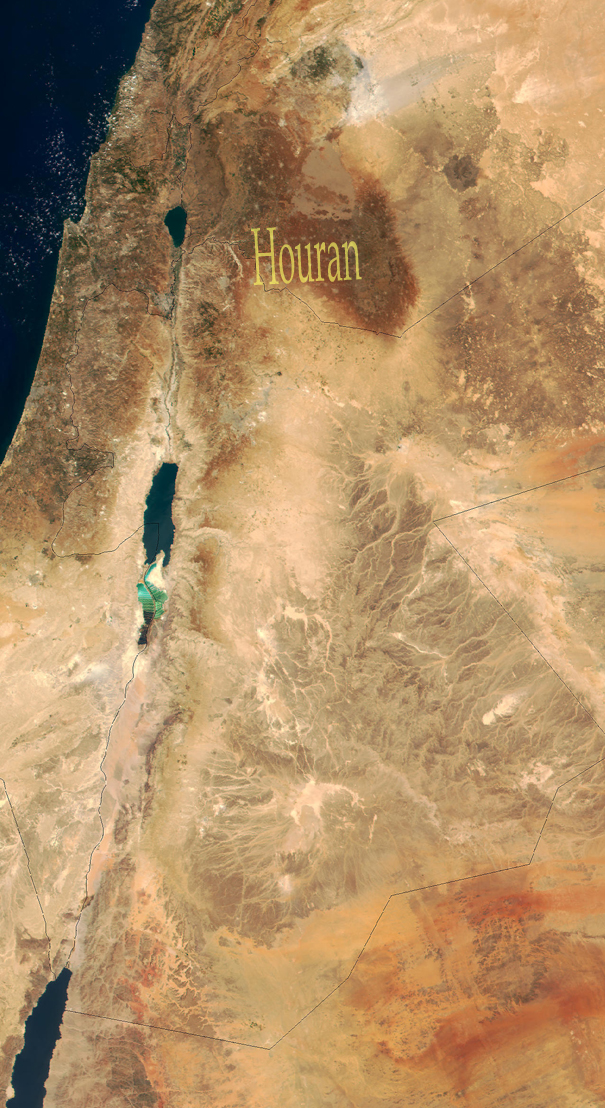
Satellitenaufnahme

Der Hauran ist Teil eines zusammenhängenden Basaltplateaus, das sich von Saudi-Arabien über Jordanien bis fast zur Ghuta-Oase nahe Damaskus erstreckt. Im weiteren Sinn umfasst der Hauran auch die jordanische Bergregion um Irbid und in Syrien die drei Landschaften Golan (Jawlan, Jaulan) im Westen, die eigentliche Hauran-Ebene im Zentrum und im Osten die Bergregion des Dschabal ad-Duruz. Golan und Hauran werden durch den Nahr al-Alak getrennt, einen Nebenfluss des Ehrer, der in den Jarmuk fließt. Die nordwestliche Grenze bildet das Hermongebirge. Nach Norden gehen die rotbraunen Anbauflächen mit vereinzelten Basaltbrocken etwa 50 Kilometer vor Damaskus in das Kalksteingebiet der mittelsyrischen Ebene mit hellbraunen Böden über. Innerhalb Syriens gehören 18.000 Quadratkilometer zur Basaltlandschaft, darin enthalten ist weiter östlich eine Fläche von 8.000 Quadratkilometer trockener, unbesiedelter und abflussloser Basaltwüste, die bereits zur großen innersyrischen Wüstensteppe gezählt wird.
Der eigentliche Hauran gehört zu den syrischen Gouvernements Quneitra, as-Suwaida und Darʿa. Die größeren Städte der Region sind Darʿa, Bosra, as-Suwaida, Schahba und Izra’. Ein kleinerer Teil liegt im heutigen Jordanien.

## Geologie
Nach dem Alter des Vulkanismus lassen sich zwei Bodenformen unterscheiden. Die im Landschaftsbild erkennbaren vulkanischen Ergüsse in Form einer wulstigen und spröden Fladenlava stammen überwiegend aus dem Pleistozän. Sie sind bis heute nur unvollkommen verwittert und haben auf flachen Hügeln und auf den Bergen karstige und unfruchtbare Steinflächen mit einer nur dünnen Bodenschicht dazwischen hinterlassen. Die jüngsten, gasreichen Ergüsse aus dem Holozän bildeten sterile Steinfelder. Dagegen haben sich die im älteren Miozän entstandenen Deckenergüsse von leichtflüssiger Lava im zentralen Hauran zu einer Ebene ausgebreitet. Das vulkanische Material hat sich an der Oberfläche zersetzt und tiefgründige rotbraune Lehmböden gebildet, die für den Anbau von Getreide ideal sind. Auch in Mulden und Flachtälern hat sich feiner, für den Ackerbau geeigneter Boden angereichert.
Das karge, steinige Basaltland der Golanhöhen liegt 700 bis 1000 Meter hoch, die sich anschließende Ebene des Hauran, in der die Autobahn zwischen Damaskus und Amman verläuft, liegt auf 400 bis 800 Meter. Der Dschabal ad-Duruz bildet ein geschlossenes Berggebiet, das in einer elliptischen Ausdehnung von 80 Kilometern Länge in Nord-Süd-Richtung und 40 Kilometern Breite über 1000 Meter hoch liegt. Einige Vulkane erreichen 1500 Meter, der höchste Gipfel ist der Tell Qeni mit 1803 Metern. Die zahlreichen Vulkankegel sind meist in Reihen angeordnet, die von Südsüdost nach Nordnordwest verlaufen und auf die Lage der Erdspalten hinweisen, die sich bei ihrer Entstehung gebildet haben.

## Geografie

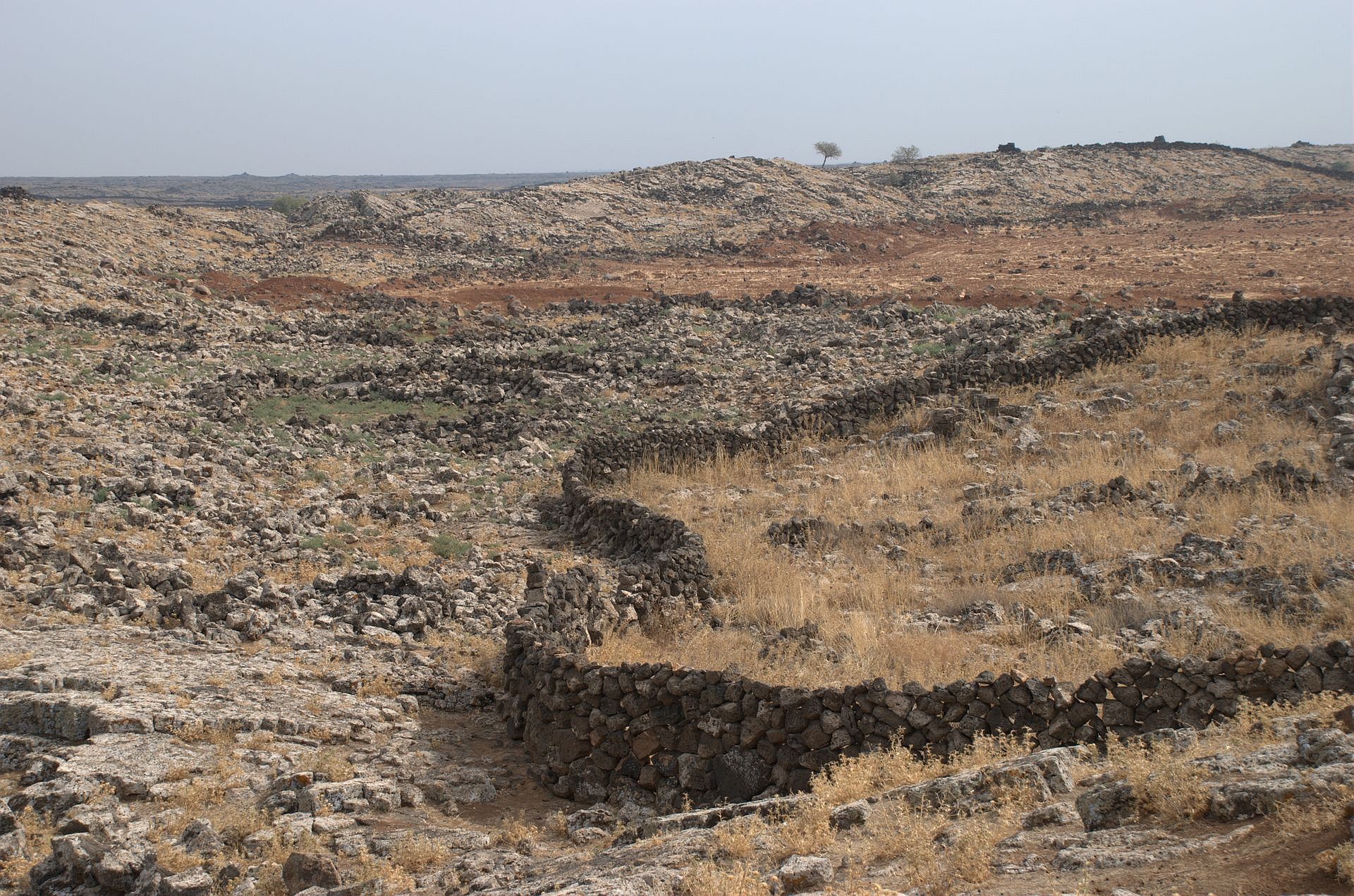
Steinfeld in der ansonsten flachen zentralen Hauran-Ebene. Darin eingestreut kleine Flecken mit braunem Boden. Dort gedeiht Winterweizen, der in Handarbeit angebaut und im Frühsommer geerntet wird

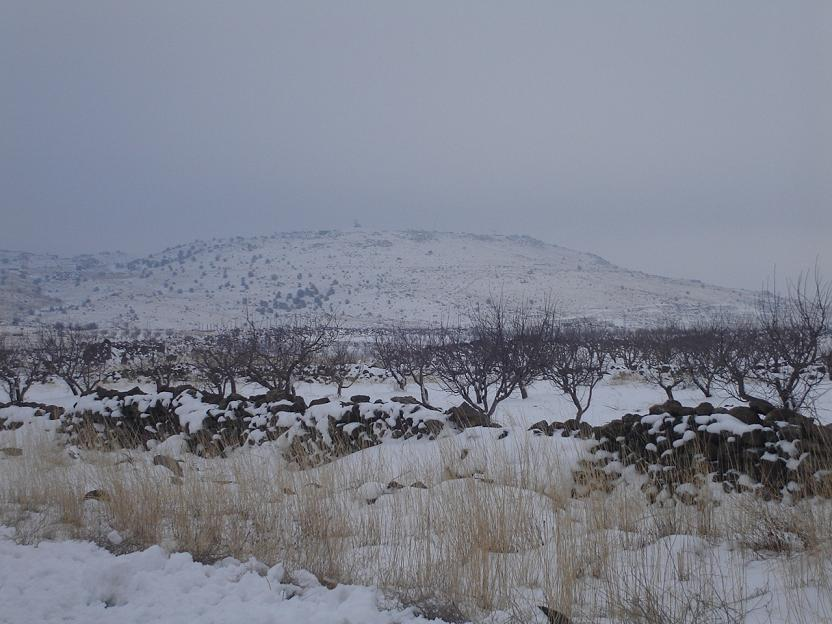
Am Gipfel des Tell Qeni. Die reichlichen Niederschläge fallen im Januar häufig als Schnee. Im mehrjährigen Durchschnitt gibt es auf dem Dschabal ad-Duruz 10 bis 20 Tage mit Schneefall, auf dem Golan sind es über 20.

Auf dem Golan sind die flachgründigen und steinigen Böden trotz hoher Niederschläge wenig fruchtbar und wurden (bis zur Vertreibung 1967 im Sechstagekrieg) traditionell als Viehzuchtgebiet genutzt. Hinzu kamen seither Weinbau, Obstplantagen, Getreide, Kichererbsen, Sonnenblumen und Gewächshäuser für Ganzjahreskulturen. Die für den übrigen Hauran aus der Geologie folgende Zweiteilung in tiefgründige, fruchtbare Böden in der zentralen Ebene und karge Steinfelder mit geringer Bodenkrume auf den Hügeln wird regional in vermischten Landschaftsformen aufgelöst. Auch innerhalb der großflächigen Ackerbaugebiete gibt es Steinanhäufungen, ebenso liegen zwischen den mit Basaltblöcken übersäten Flächen kleinere fruchtbare Felder. Sogar innerhalb der Ledja, dem größten Steinwüstengebiet nordwestlich des Dschabal ad-Duruz, stechen grüne Felder heraus. Die fruchtbarsten Gebiete liegen im Osten unterhalb des Dschabal ad-Duruz, von dessen Westhängen sich flache Wadis, die nur im Winter mit Wasser gefüllt sind, bis in die Ebene hinunterziehen.
Niederschläge fallen wie in ganz Syrien überwiegend in den Wintermonaten, mit einem Maximum im Januar. Es regnet mehr als um Damaskus, da für die mittelmeerischen Regenwinde die niedrigen Golanhöhen leichter zu überwinden sind als die Bergketten weiter nördlich. Die Station Dera’a verzeichnet im Jahresdurchschnitt 280 Millimeter, in den Berggebieten fallen 300 bis 400 Millimeter Niederschlag. Grundsätzlich ist daher Trockenfeldbau möglich. Flüsse oder ergiebige Quellen gibt es dagegen nicht, abgesehen vom Jarmuk, der an der Landesgrenze im Südwesten des Gebietes entspringt und seinen kleineren Nebenflüssen. Die wenigen Quellen haben nur eine geringe Schüttung, daher ist Bewässerungsfeldbau im Hauran kaum möglich. Die Römer legten Zisternen und kleine Stauseen an, um den Hauran zu einer dicht besiedelten Provinz zu machen. Heute werden Brunnen bis zu den 100 bis 300 Meter tief gelegenen Grundwasservorräten in den Basaltuntergrund getrieben.
Auf großen Feldern wir seit dem 19. Jahrhundert Weizen angebaut. Auf den schwarzen Lavasteinen des Dschabal ad-Duruz ranken sich Weinreben, zwischen Lesesteinmauern liegen Bauminseln mit Oliven und Feigen, in den Ebenen sind Obstbaumplantagen zu sehen. Aufgrund von Holzmangel werden im Hauran seit der römischen Zeit Häuser einheitlich aus Basaltblöcken gebaut, mit Dachkonstruktionen, die ohne Holzbalken auskommen. Aber zumindest an einigen Stellen waren die heute überall kahlen Berggebiete noch Mitte des 19. Jahrhunderts dicht bewaldet. Geografische Studien aus dieser Zeit berichten, dass die Golanhöhen bei Quneitra bis weit hinauf mit Steineichen und Ahorn bewachsen waren. Alte hohe Eichen am Dschabal ad-Duruz sollen zu Holzkohle für den Markt von Damaskus verarbeitet worden sein.

## Geschichte
Ab dem 2. Jahrhundert v. Chr. kam der Hauran unter die Kontrolle der arabischen Nabatäer, deren Wirtschaft sich vor allem auf den Handel gründete. Zu ihrer Zeit entwickelten sich unter anderem Bostra (heute Bosra) und Suada (römisch Dionysias, heute as-Suweida) zu blühenden Städten. Im 1. Jahrhundert n. Chr. schwächte sich der Einfluss der Nabatäer, bis die Region 106 n. Chr. von den Römern annektiert und zur Provinz Arabia Petraea gemacht wurde. Bosra war der wichtigste nabatäische Handelsposten und wurde unter den Römern die Hauptstadt der Provinz. Das Teilgebiet des Hauran hieß Auranitis. Nördlich angrenzend lag die römische Provinz Syria.
Auf engem Raum sind bis heute eine große Zahl Ruinen von Siedlungen aus römischer Zeit erhalten, deren Wohlstand an der Qualität der öffentlichen Gebäude und Tempel deutlich wird. Erst durch die von den Römern entwickelte Technik zum Bau von Zisternen, die das Regenwasser für die Trockenzeit zurückhielten, war die Anlage dieser Dörfer möglich. Sie konnten sich relativ autonom verwalten. Der in griechischen Inschriften erwähnte Strategos (Dorfoberhaupt) entsprach wahrscheinlich eher einem lokalen Scheich als einem abhängigen imperialen Verwalter. Ein dichtes, rechtwinkliges Wegenetz verband die einzelnen Dörfer, die teils mehrere Tausend Einwohner zählten. Die im späten 3. Jahrhundert angelegte Militär- und Karawanenstraße strata Diocletiana führte von der östlichen Grenze des römischen Reiches über Resafa, Palmyra, Damaskus und Bosra weiter nach Amman.
Vom 1./2. Jahrhundert n. Chr. bis ins 7. Jahrhundert folgten die Wohngebäude dabei dem gleichen Grundprinzip: Die Häuser waren zweigeschossig mit einem mittleren Hauptraum, der sich über beide Stockwerke ausdehnte. Eine hohe Umfassungsmauer umgab einen privaten Innenhof, über den die nicht durch Türen miteinander verbundenen Nebenräume erreichbar waren. Die zweischaligen Mauern aus Basaltquadern waren ohne Mörtel errichtet; Tür- und Fensterstürze sowie Deckenplatten waren ebenfalls aus Basalt, nicht selten auch die Türen selbst. Der Aufgang zum begehbaren Flachdach erfolgte über eine Außentreppe. Aus der römischen Zeit haben sich drei Brücken erhalten: die Brücke von Djemerrin, die Brücke von Kharaba und die Brücke bei Nimreh.
In der Spätantike wurden die Anbaugebiete nochmals erweitert, und das dicht besiedelte Gebiet erlebte eine wirtschaftliche Blüte, die mindestens bis in die Mitte des 6. Jahrhunderts anhielt, als die Justinianische Pest zu hohen Bevölkerungsverlusten führte. Bald nach der Islamischen Expansion im 7. Jahrhundert wurden die Dörfer dann zum großen Teil aufgegeben, und nomadische Beduinen nutzten das Land als Sommerweiden. 1516 unterwarfen die Osmanen den Hauran und bildeten das Eyâlet asch-Scham mit einem Sandschak Hauran, der weiterhin überwiegend Nomadengebiet war. In den folgenden Jahrhunderten bewirkten häufige Überfälle durch Nomaden und eine fehlende staatliche Kontrolle der Sicherheit, dass viele Bauern ihre Dörfer verließen. Besonders in der südöstlichen Region wurde ein 25 bis 30 Kilometer breiter Streifen Kulturland verlassen, der Anfang des 19. Jahrhunderts außerhalb der Grenzlinie zwischen dem landwirtschaftlich genutzten Gebiet im Westen in der unbesiedelten Wüste im Osten lag.
Seit etwa 1700 wanderten Drusen aus dem Libanon in das nach ihnen benannte Berggebiet ein. Bis Mitte des 19. Jahrhunderts ließen sich die aus dem Libanon und Hermon ankommenden Drusen meist im Norden den Dschabal ad-Duruz nieder. Die größte Auswanderungsbewegung aus dem Libanon wurde durch den Bürgerkrieg im Libanongebirge von 1860 zwischen Drusen und Maroniten und die anschließenden Bestrafungsaktionen verursacht. Viele der in den Hauran geflohenen Drusen wollten nach einer Amnestie in den Libanon zurückkehren, fanden dort keine Aufnahme mehr und ließen sich endlich an den West- und Südhängen des Dschebal ad-Duruz nieder, wo sie neue Dörfer gründeten. Die westlich davon gelegene Hauranebene war im Gegensatz zum Bergland nicht unbesiedelt. Hier gab es im 19. Jahrhundert einige Dörfer mit christlichen und muslimischen Einwohnern. Am Übergang zwischen beiden Bereichen kam es zunehmend zu Spannungen zwischen Christen und Drusen, die ihren Siedlungsraum in die Ebene ausdehnen wollten. In den 1870er Jahren plünderten die Drusen mehrere Dörfer westlich von as-Suwaida, was 1879 zu einer Militäraktion osmanischer Truppen führte. Zur Beilegung des Konflikts kehrten die Christen in die meisten ihrer Dörfer zurück, in anderen blieben die Drusen. Die Hohe Pforte wandelte im Zuge der Tanzimat-Reformen das Eyâlet asch-Scham zum Vilâyet Syrien, dem das Sandschak Hauran weiter angehörte. Das Sandschak Hauran grenzte im Westen an den Jordangraben und im Süden bis an den Nahr ez-Zarqa, heute in Jordanien. Anfang des 20. Jahrhunderts folgten weitere Expansionsbestrebungen und Übergriffe von Drusen in der Hauranebene, vor allem auf Dörfer nahe Bosra. Im Ergebnis waren die Aktionen erfolglos, da sie von der osmanischen Armee hart geahndet wurden.
Der Golan wurde bis Anfang des 20. Jahrhunderts von Beduinen beherrscht. In Izra' hat sich seit der byzantinischen Zeit eine starke christliche Minderheit erhalten. Für alle hier lebenden Bevölkerungsgruppen diente der Hauran als Rückzugsgebiet und gilt daher als eher traditionsverhaftet. Nach Einnahme des Hauran im Ersten Weltkrieg im September / Oktober 1918 durch Aufständische der Arabischen Revolte und die mit ihnen verbündeten Streitkräfte der Triple Entente wurde das Sandschak Hauran aufgeteilt zwischen den Besatzungszonen osmanischen Territoriums namens OETA South und OETA North. Das Gebiet südlich des Jarmuk kam an die britische Occupied Enemy Territory Administration South (1920 britisches Völkerbundsmandat für Palästina genannt, 1923 zum davon abgetrennten Transjordanien), das Gebiet nördlich des Flusses kam an die Occupied Enemy Territory Administration North (französisches Völkerbundmandat für Syrien und Libanon, 1924 zum darin gebildeten Staat Syrien) 

## Wirtschaft
Im 19. und bis ins 20. Jahrhundert war der Hauran eines der wichtigsten Getreideanbaugebiete. Gerste und Mais dienten der Eigenversorgung, Weizen war für den Markt bestimmt, wobei der Darb al-Hawarnah die Verbindung zum Mittelmeer herstellte. Mit einem Viertel der Weizenernte wurde um 1890 Damaskus versorgt, zwei Drittel gingen in den Export und wurden zu den 150 Kilometer entfernten palästinensischen Häfen Haifa und Akkon transportiert. Nach der Weizenernte im Frühsommer waren täglich 4000 bis 6000 Kamele mit etwas über 100 Kilogramm Weizen beladen unterwegs. Die Transportkosten waren enorm hoch und halbierten den Erlös.
Um die Transportkosten zu senken und Damaskus mit billigem Weizen zu versorgen, wurde 1884 die Hauranbahn eröffnet, ein Jahr später war die Fortsetzung dieser Schmalspurbahn bis zum Hafen von Beirut fertiggestellt. Die parallel zur Hauranbahn verlaufende Hedschasbahn in Normalspur wurde 1903 für die Strecke Damaskus-ʿAmman für den Verkehr freigegeben. Für den Weizentransport wurde 1904/05 als weitere Bahn die Bahnstrecke Haifa–Darʿā eröffnet. Während des Ersten Weltkrieges wurden die Hauranbahn demontiert, um dieses Material zum Bahnvortieb gen Sinai zu verwenden, während Hedschas- und Haifabahn das logistische Rückgrat des Nachschubs der Mittelmächte an der Sinai- und dann Palästinafront wurden. Auch der Rückzug lief über die Bahn, bis die Arabische Revolte sie im September 1918 in Darʿa unterbrach. Ab den Jahren danach wurde der Ausbau des Straßennetzes favorisiert. Die Haifabahn spielte dann beim Syrisch-Libanesischen Feldzug 1941 noch einmal eine Rolle.
Nach dem Zusammenschluss Syriens mit Ägypten 1958 zur Vereinigten Arabischen Republik wurde die erste große Bodenreform beschlossen. Mit ihr sollte der Großgrundbesitz von mehreren hundert Hektar an Kleinbauern aufgeteilt werden. Wegen einer Dürreperiode, die bis 1962 anhielt, und der politischen Krise mit der Trennung von Ägypten 1961, wurde die Bodenreform erst mit dem neuen sozialistischen Kurs ab 1963 umgesetzt. Die Besitzgrößen für Regenfeldbauland wurden auf 80 bis 200 Hektar pro Familie festgesetzt. Dies betraf, so es denn überall umgesetzt wurde, im Hauran die großen Weizenfelder und einige Baumkulturen. Auf dem Dschabal ad-Duruz gab es keinen Großgrundbesitz, die dort in kleinen Dörfern verstreut lebenden Drusen sind überwiegend Kleinbauern auf eigenem Land.